# 1423
| [ Edytuj tabelę ]                          | |
| Król Polski                                | - 1386 Władysław II Jagiełło 1434                                                                                           |
| Współksiążęta Andory                       | - 1416 Francesc de Tovia 1436 - 1412 Jan I 1436                                                                             |
| Król Anglii                                | - 1422 Henryk VI 1461 |
| Król Aragonii i Walencji, hrabia Barcelony | - 1416 Alfons V Aragoński 1458                                                                                              |
| Władca Azteków                             | - 1417 Chimalpopoca 1427 |
| Elektor Brandenburgii                      | - 1415 Fryderyk I 1440 |
| Książę Bawarii-Ingolstadt                  | - 1413 Ludwik VII Brodaty 1443                                                                                              |
| Książę Bawarii-Landshut                    | - 1393 Henryk XVI Bogaty 1450                                                                                               |
| Książę Bawarii-Monachium                   | - 1397 Ernest 1438 |
| Książę Burgundii                           | - 1419 Filip III Dobry 1467                                                                                                 |
| Cesarz Bizancjum                           | - 1391 Manuel II Paleolog 1425                                                                                              |
| Sułtan Brunei                              | - 1415 Ahmad 1425 |
| Cesarz Chin                                | - 1402 Yongle 1424 |
| Król Cypru                                 | - 1398 Janusz 1432 |
| Król Czech                                 | - 1420 bezkrólewie 1436 |
| Król Danii                                 | - 1396 Eryk Pomorski 1439                                                                                                   |
| Dalajlama                                  | - 1391 Gendun Drup 1474 |
| Władca Egiptu                              | - 1422 Barsbaj 1437 |
| Cesarz Etiopii                             | - 1414 Izaak 1429 |
| Król Francji                               | - 1422 Karol VII 1461 |
| Król Gruzji                                | - 1412 Aleksander 1442 |
| Hrabia Holandii                            | - 1417 Jakobina Bawarska 1433 - 1418 Jan III 1425                                                                           |
| Władca Inków                               | - 1410 Viracocha 1438 |
| Cesarz Japonii                             | - 1412 Shōkō 1428 |
| Kalif                                      | - 1414 Al-Mu’tadid II 1441                                                                                                  |
| Król Kastylii i Leónu                      | - 1406 Jan II Kastylijski 1454                                                                                              |
| Patriarcha Konstantynopola                 | - 1416 Józef II 1439 |
| Władca Korei                               | - 1418 Sejong Wielki 1450                                                                                                   |
| Najwyższy książę litewski                  | - 1401 Jagiełło 1434 |
| Wielki książę litewski                     | - 1392 Witold 1430 |
| Cesarz Majapahitu                          | - 1389 Wikramawardhana 1429                                                                                                 |
| Sułtan Maroka                              | - 1421 Abdulhak II 1465 |
| Książę Mediolanu                           | - 1412 Filip Maria 1447 |
| Senior Monako                              | - 1419 Ambroży z Menton 1427 - 1419 Antoni z Roquebrune 1427 - 1419 Jan I 1427                                              |
| Wielki książę moskiewski                   | - 1389 Wasyl I 1425 |
| Król Nawarry                               | - 1387 Karol III Szlachetny 1425                                                                                            |
| Król Norwegii                              | - 1396 Eryk Pomorski 1442                                                                                                   |
| Sułtan Omanu                               | - 1406 Machzum ibn al-Fallah 1435                                                                                           |
| Elektor Palatynatu                         | - 1410 Ludwik III 1436 |
| Papież awinioński                          | - 1423 Klemens VIII 1429 |
| Papież                                     | - 1417 Marcin V 1431 |
| Król Portugalii                            | - 1385 Jan I 1433 |
| Cesarz Rzymski (niemiecki)                 | - 1410 Zygmunt Luksemburski 1437                                                                                            |
| Kapitanowie Regenci San Marino             | - 1423 Antonio Lunardini Simone di Menghino Calcigni 1423 - 1423 Antonio di Marino Di Fosco Giovanni di Paolino Vitola 1423 |
| Despota Serbii                             | - 1402 Stefan IV Lazarević 1427                                                                                             |
| Elektor Saksonii                           | - 1422 Fryderyk I Kłótnik 1428                                                                                              |
| Król Szkocji                               | - 1406 Jakub I 1437 |
| Król Szwecji                               | - 1396 Eryk XIII Pomorski 1439                                                                                              |
| Król Tajlandii                             | - 1409 Intha Racha 1424 |
| Sułtan Turków                              | - 1421 Murad II 1444 |
| Doża Wenecji                               | - 1413 Tommaso Mocenigo 1423 - 1423 Francesco Foscari 1457                                                                  |
| Król Węgier                                | - 1387 Zygmunt Luksemburski 1437                                                                                            |
| Wielki mistrz zakonu krzyżackiego          | - 1422 Paul Bellitzer von Russdorff 1441                                                                                    |

Rok 1423 / MCDXXIII
stulecia: XIV wiek ~
XV wiek ~
XVI wiek

lata: 1413 «
1418 «
1419 «
1420 «
1421 «
1422 «
1423
» 1424
» 1425
» 1426
» 1427
» 1428
» 1433

## Wydarzenia w Polsce
- 29 lipca – Władysław Jagiełło w Przedborzu nad Pilicą nadał Łodzi prawa miejskie, w tym prawo odbywania targów we środy i dwóch jarmarków rocznie.
- 28 października – Sejm w Warcie wydał Statut warcki, zatwierdzony później przez Władysława Jagiełłę.
- Zbigniew Oleśnicki otrzymał święcenia kapłańskie, a następnego dnia został mianowany biskupem krakowskim.
- Władysław Jagiełło wydał zakaz wycinania cisów.
- Władysław Jagiełło odrzucił propozycję objęcia tronu czeskiego.
- Władysław Jagiełło zawarł w Kieżmarku sojusz z Zygmuntem Luksemburskim, odnawiając tym samym traktat z 1412 zawarty w Lubowli.
- Dąbie otrzymały prawa miejskie.

## Wydarzenia na świecie
- 27 kwietnia – wojny husyckie: bitwa pod Hořicami między dwoma frakcjami husyckimi.
- 10 czerwca – wybór antypapieża Klemensa VIII.
- 31 lipca – wojna stuletnia: Francuzi przegrali z Anglikami w bitwie pod Cravant.
- Cyganie otrzymali od Zygmunta Luksemburskiego list przewodni.

## Urodzili się
- 3 lipca – Ludwik XI, król Francji (zm. 1483)

## Zmarli
- 18 stycznia – Henryk X Rumpold, książę głogowski (ur. ok. 1390)[1]
- 16 października – Albrecht V, książę Meklemburgii (ur. ?)
- 15 grudnia – Michael Küchmeister von Sternberg, wielki mistrz zakonu krzyżackiego (ur. ok. 1365)[2]
- data dzienna nieznana:
  - Wacław oławski, książę oławski z dynastii Piastów (ur. ok. 1400)[3]